# 東北医療器械
東北医療器械（とうほくいりょうきかい）は、宮城県仙台市青葉区に拠点を置き、エステティックサロンの運営などを行っていた、かつて存在した企業である。

## 概要
1979年1月にマッサージチェアなどの健康器具の販売を目的として設立、1981年1月に株式会社東北医療器械に商号を変更した。
温泉旅館やホテルの一部スペースを利用した催事販売を主力事業とし、1997年にグループ会社の東部アルビを吸収合併して以降は、東北地区から北海道まで事業エリアを広げ、2011年にはリゾートホテル向けのエステティックサロン業に参入した。東日本大震災の影響により一時的に売上が下がったものの、関東地区や北陸地区にも事業を拡大、2012年12月期は売上高約29億円、当期利益5200万円を計上していた。
しかしながら、2013年7月に前社長と当時の取締役が、雇用調整助成金を不正受給したとして逮捕され、両者はまた、所得税法違反容疑でも再逮捕された。
それから、商号を株式会社REジャパンに変更、代表者を交代するなどしてマイナスイメージの払拭を目指したが、前述の事件を機に業績は悪化の一途をたどり、エステティックサロン事業などをシダックスビューティーケアマネジメントへ譲渡、2013年10月22日に破産申請した。